# Зачаран (филм из 1967)
Зачаран (енгл. Bedazzled) је британски фантастично-хумористички филм из 1967. године, режисера и продуцента Стенлија Донена. Сценарио је написао Питер Кук, који и тумачи главну улогу заједно са Дадлијем Муром. Радња представља комичну обраду легенде о Фаусту и прати Ђавола (Кук), који нуди несрећном младићу (Мур) седам жеља у замену за његову душу, али изврће суштину тих жеља како би осујетио његове наде.

## Радња
Стенли Мун, кувар у једном ресторану у Лондону, заљубљен је у конобарицу Маргарет Спенсер, али је превише стидљив да јој приђе. Очајан, он покушава да изврши самоубиство вешањем, али га прекида Џорџ Спигот, човек који тврди да је Ђаво. У замену за његову душу, Џорџ нуди Стенлију седам жеља. Када Стенли оптужи Џорџа да је луд, он му нуди „пробну жељу”. Стенли пожели сладолед од малине на штапићу, и Џорџ га води да га купи у оближњој продавници. Када открије да се сладолед отопио, Стенли се увери да је Џорџ заиста Ђаво.
Џорџов претерани понос био је разлог због ког га је Бог истерао из раја, па су се опкладили: ако Џорџ први прикупи 100 милијарди душа, биће поново примљен у рај. Његово особље — персонификације седам смртних грехова, нарочито Пожуда и Завист — помаже му ситним актима вандализма и пакости да постигне тај циљ. Стенли прихвата погодбу и користи жеље како би освојио Маргаретину љубав, али Џорџ извраћа значење његових речи да би га осујетио. Када год дуне у образ, Стенли поништава ефекте жеље.
1. Стенли прво пожели да буде речитији. Џорџ га претвара у причљивог интелектуалца. Маргарет постаје једнако претенциозна и слаже се са свим његовим ставовима. Када покуша да јој се физички приближи, она је згрожена и почиње да вришти: „Силовање!”
2. Затим пожели да буде мултимилионер, а да му Маргарет буде „веома физички активна” супруга. Она игнорише и њега и његове раскошне поклоне, укључујући оригиналну Мона Лизу, и уместо тога је физички привржена другим мушкарцима.
3. Стенли пожели да буде поп певач. Међутим, његова слава брзо бива засенчена новим рок бендом, чији певач изводи песму о презиру према свима осим себи, хипнотичким, монотоним гласом. Маргарет и остале обожаватељке, омађијане, одушевљене су новим бендом.
4. Стенли успут прокоментарише како би волео да буде „мувa на зиду”, и Џорџ их обојицу претвара у муве на зиду у мртвачници, где полицијски инспектор показује Маргарет разна тела, надајући се да ће једно препознати као Стенлија. Када инспектор позове Маргарет на журку полиције, Стенли га напада, али га овај прска спрејом за инсекте.
5. Стенли пожели да он и Маргарет живе миран живот на селу са децом. Међутим, Маргарет је удата за другог мушкарца. Иако су заљубљени, покушај Стенлија и Маргарет да изразе своју љубав води у емоционалну агонију.
6. Решен да осмисли жељу коју Џорџ неће моћи да исквари, Стенли пожели да он и Маргарет воле једно друго, да живе далеко од града, без других мушкараца у близини, и да увек буду заједно. Џорџ га претвори у монахињу Реда Свете Берил, или „Скакутајућих Берилијанки”, које славе своју оснивачицу скакањем на трамболинама. Маргарет је такође монахиња тамо, али одбија да разматра испуњење љубави, јер су сада обе жене. Стенли покуша да поништи жељу дувањем у образ, али без успеха, и враћа се у Лондон да се суочи са Џорџом.
7. Када Стенли покуша да искористи седму жељу, Џорџ открива да ју је већ искористио: његова пробна жеља за сладоледом такође се рачуна.

На крају, Џорџ поштеђује Стенлија вечног проклетства јер је премашио квоту од 100 милијарди душа и може да буде великодушан. Џорџ се уздиже у рај, али Божји бестелесни глас га поново одбацује; када је вратио Стенлију душу, урадио је исправну ствар, али из погрешног разлога. Мислећи да то може да поништи тако што ће поново узети Стенлијеву душу, Џорџ покушава да га заустави у спаљивању уговора, али касни.
Назад у ресторану, Стенли, сада поново нормалан, позове Маргарет на вечеру; иако она каже да је заузета, предлаже да се виде неки други дан, и Стенли се осмехује. Џорџ покушава поново да га заведе, али Стенли каже да би радије започео везу са Маргарет на свој начин. Џорџ, фрустриран, одлази и прети Богу осветом — ослобађајући све јефтине и плитке технолошке клетве савременог доба — док се Бог победоносно смеје.

## Улоге
| Глумац           | Улога              |
| ---------------- | ------------------ |
| Питер Кук        | Џорџ Спигот / Ђаво |
| Дадли Мур        | Стенли Мун         |
| Еленор Брон      | Маргарет Спенсер   |
| Ракел Велч       | Пожуда             |
| Алба             | Таштина            |
| Роберт Расел     | Гнев               |
| Бари Хамфриз     | Завист             |
| Парнел Макгари   | Прождрљивост       |
| Данијела Ноел    | Похлепа            |
| Хауард Гурни     | Лењост             |
| Мајкл Бејтс      | инспектор Кларк    |
| Бернард Спир     | Ирвинг Мозес       |
| Робин Ходон      | Рандолф            |
| Мајкл Трабшо     | лорд Дауди         |
| Евелин Мерли Мур | госпођа Висби      |
| Локвуд Вест      | Свети Петар        |
| Валентајн Дајал  | Бог (глас)         |